# Арма (цар Вірменії)
Арма — легендарний цар Вірменії.